# إيمي بيترسون
إيمي بيترسون (بالسويدية: Emy Pettersson)‏ (22 نوفمبر 1908 – 8 مايو 1996) عداءة سويدية. شاركت في سباق 4 × 100 متر نساء في دورة الألعاب الأولمبية الصيفية لعام 1928 . 

## روابط خارجية
- إيمي بيترسون على موقع أوليمبيديا (الإنجليزية)
- إيمي بيترسون على موقع اللجنة الأولمبية السويدية (السويدية)